# Nogales (Arizona)
Nogales es una ciudad ubicada en el condado de Santa Cruz en el estado estadounidense de Arizona, es una ciudad fronteriza que colinda con la ciudad de Heroica Nogales, en Sonora, México. En el censo de 2010 tenía una población de 20 837 habitantes y una densidad poblacional de 386,1 personas por km².

## Historia
El nombre Nogales se deriva de los grandes rodales de nogales que antaño se alzaban en el puerto de montaña donde se encuentra la ciudad.
Desde Nogales partió la Expedición de Juan Bautista de Anza de 1775-1776 hacia la Alta California, que procedía de Nueva España, y la ciudad ahora se encuentra en el Sendero Histórico Nacional Juan Bautista de Anza. En el segundo piso del Palacio de Justicia de Nogales de 1904 hay una pequeña sala dedicada a la Expedición Anza de 1775-1776. [8]
En 1841, una concesión de tierras del gobierno mexicano a la familia Elías estableció Los Nogales de Elías. Después de la compra de Gadsden en 1853, Nogales se convirtió en parte de los Estados Unidos de América. 

## Geografía
Nogales se encuentra ubicada en las coordenadas 31°21′45″N 110°56′1″O / 31.36250, -110.93361. Según la Oficina del Censo de los Estados Unidos, Nogales tiene una superficie total de 53,97 km², de la cual 53,92 km² corresponden a tierra firme y (0,1%) 0,05 km² es agua.

## Demografía
Según el censo de 2010, había 20.837 personas residiendo en Nogales. La densidad de población era de 386,1 hab./km². De los 20.837 habitantes, Nogales estaba compuesto por el 71,67% blancos, el 0,36% eran afroamericanos, el 0,67% eran amerindios, el 0,6% eran asiáticos, el 0,02% eran isleños del Pacífico, el 24,28% eran de otras razas y el 2,39% pertenecían a dos o más razas. Del total de la población el 94,99% eran hispanos o latinos de cualquier raza.
Había 6.352 viviendas de las cuales 38,8% tenían niños menores de 18 años viviendo con ellos, 47.9% tenían matrimonios viviendo juntos, 24.2% tenían una cabeza de familia femenina sin presencia del marido, y 22.5% no eran familias. El 15.1% de todos los hogares se componían solo de individuos y el 9.9% de los que viven solos tienen 65 o más años. El tamaño medio de la casa es de 3,12 ocupantes y el tamaño medio familiar de 3,62 integrantes.
En la ciudad, la composición de la población es de 34.6% menores de 18 años, 9.5% de edades de 18 a 24, 25.5% de 25 a 44 años, 19.5% de 45 a 64 años y 10.8% de 65 y más años. La edad media es de 30 años. Por cada 100 mujeres hay 88.1 hombres. Por cada 100 mujeres de 18 años y más, hay 81,3 varones. 

## Educación
El Distrito Escolar Unificado de Nogales gestiona las escuelas públicas.